# Vall Central de Califòrnia
La Vall Central de Califòrnia és un gran pla que comprèn la porció central de l'estat nord-americà de Califòrnia. En ell es localitzen la majoria d'activitats agrícoles més productives de Califòrnia.
La vall té una llargada aproximadament de 600 km de nord a sud. La seva meitat nord es coneix com la Vall de Sacramento, i la seva meitat sud com la Vall de San Joaquin. La vall de Sacramento rep aproximadament 500 mm de pluja anualment, però la de San Joaquin és molt seca, fins i tot desèrtica en alguns llocs.
La Vall Central té uns 109.000 quilòmetres quadrats de superfície.